# 马来西亚影子内阁
马来西亚影子内阁（英語：Shadow Cabinet of Malaysia）是马来西亚在野党按时任政府内阁的形式组建而成，设有与时任政府各部门对应的「影子部長」。其成员将扮演制衡政府的角色，同时进行“政策监督”、拟定替代政策以及与现任政府的政策较量等。
在过去的国会任期，马来西亚不曾设立完整的影子内阁。前人民联盟领袖安華曾于第12届国会设立前座委员会，而第13届国会时民主行动党也曾给每个内阁部门安排相应的该党发言人，然而这两者都不是完整的影子内阁。直到2018年大选首次实现政权轮替后，反对党领袖兼国民阵线主席阿末扎希于2018年9月26日宣布成立影子内阁，由此成为马来西亚第一届影子内阁。
现任马来西亚影子内阁是国民联盟的韩沙再努丁影子内阁，于2023年2月2日成立。

## 列表
| 日期      | 國會反對党領袖 | 影子內閣           | 聯邦政府         |
| --------- | -------------- | ------------------ | ---------------- |
| 2018-2019 | 阿末扎希       | 阿末扎希影子內閣   | 第七次馬哈迪內閣 |
| 2021-2022 | 安华·依布拉欣  | 安華影子內閣       | 慕尤丁內閣       |
| 2021-2022 | 安华·依布拉欣  | 安華影子內閣       | 沙比里內閣       |
| 2023-至今 | 韓沙再努丁     | 韓沙再努丁影子內閣 | 安華內閣         |